# Псевдоплоскотелки
Псевдоплоскотелки, или лемофлоэиды (лат. Laemophloeidae) — семейство насекомых из отряда жесткокрылых.

## Описание
Члены семейства мелкие жуки, в длину достигающие от одного до пяти миллиметров (обычно от 1,5 до 3 мм). Тело взрослого жука уплощённое, надкрылья клетчатые и усики удлинённые.
Личинки некоторых видов из рода Cryptolestes имеют шёлковые железы. При помощи шёлка они строят себе кокон в котором личинка будет окукливаться.

## Экология и местообитания
Встречаются в лесах по всему миру, но большая их часть распространена в тропических лесах. Живут под корой деревьев.

### Питание
Значительная часть питается грибами и некоторые могут быть хищниками, охотившимися на жуков живущих рядом. Некоторые являются значительными вредителями зерновых культур.

## Систематика
- Blubos — Африка (1 вид)
- Brontolaemus — Гавайи (4 вида)
- Carinophloeus — Африка (2 вида)
- Caulonomus — Канары (1 вид)
- Charaphloeus — Неарктика и Неотропика (20 видов)
- Cryptolestes — повсеместно (43 вида)
- Cucujinus — Африка, Мадагаскар (5 видов)
- Deinophloeus — Неарктика и Неотропика (5 видов)
- Dysmerus — Неарктика и Неотропика (2 вида)
- Gannes — Африка (2 вида)
- Heterojinus — Индия (1 вид)
- Laemophloeus — Палерктика, Неарктика и Неотропика (24 вида)
- Lathropus — Палерктика, Неарктика и Неотропика (9 видов)
- Lepidophloeus — Неарктика (2 вида)
- Leptophloeus — повсеместно (27 видов)
- Magnoleptus — Африка (2 вида)
- Mariolaemus — Африка (4 вида)
- Mestolaemus — Африка (1 вида)
- Metaxyphloeus — Неарктика и Неотропика (5 видов)
- Microbrontes — Азия (3 виа)
- Microlaemus — Африка и Азия (12 видов)
- Narthecius — повсеместно (9 видов)
- Nipponophloeus — Азия (2 вида)
- Notolaemus — Старый Свет (13 видов)
- Odontophloeus — Неотропика (4 вида)
- Parandrita — Гавайи, Неарктика и Неотропика (12 видов)
- Passandrophloeus — Африка и Азия (5 видов)
- Phloeipsius — Неарктика (1 вид)
- Phloeolaemus — Неарктика и Неотропика (16 видов)
- Placonotus — повсеместно (43 вида)
- Planolestes — Африка (2 вида)
- Pseudophloeus — Азия (1 вид)
- Rhabdophloeus — Неарктика и Неотропика (5 видов)
- Rhinolaemus — Фиджи (1 вид)
- Rhinomalus — Неотропика (4 вида)
- Rhinophloeus — Неотропика (6 видов)
- Sinuatophloeus — Азия (2 вида)
- Xylolestes — Африка и Азия (5 видов)
- Xylophloeus — Африка и Азия (10 видов)